# Yugoslavia en los Juegos Paralímpicos de Heidelberg 1972
Yugoslavia estuvo representada en los Juegos Paralímpicos de Heidelberg 1972 por un total de 22 deportistas, 15 hombres y siete mujeres.

## Medallistas
El equipo paralímpico yugoslavo obtuvo las siguientes medallas:
| Nombre           | Deporte   | Evento                          |
| ---------------- | --------- | ------------------------------- |
| Oro              |           |                                 |
| Sitar            | Atletismo | 60 m 2 femenino                 |
| Plata            |           |                                 |
| Milka Milinković | Atletismo | 60 m silla de ruedas 4 femenino |
| Bronce           |           |                                 |
| Milka Milinković | Atletismo | Jabalina 4 femenino             |
| Jože Okoren      | Atletismo | Disco 2 masculino               |